# الوتر ماسکار
الوتر ماسکار (فرانسوی: Éleuthère Élie Nicolas Mascart‎؛ زاده ۲۰ فوریهٔ ۱۸۳۷ - درگذشته ۲۴ اوت ۱۹۰۸) یک فیزیک‌دان و پژوهشگر در رشته‌های نورشناسی، برق، مغناطیس، و (هواشناسی اهل فرانسه بود.